# 竹内吉弘
竹内 吉弘（たけうち よしひろ、1937年1月22日 - ）は、日本の建築防災工学・地震工学者、建設工学者。大阪工業大学名誉教授。工学博士（京都大学）。日本建築学会元近畿支部長。元阪神大震災調査団代表。科学技術庁科学技術振興調整費案件における土木学会調査推進委員会1998委員。
専門は、建築防災工学・地震工学、建築構造・地盤工学・建設工学。

## 略歴
1972年名古屋工業大学工学部建築学科卒業。1974年京都大学大学院工学研究科建築学専攻修士課程修了。その後、京都大学より工学博士の学位を取得。1976年大阪工業大学工学部建築学科に着任し、同大学教授。1991年同大学短期大学部長。2002年同大学名誉教授。
大阪工業大学工学部建築学科で25年以上の長きに渡り教鞭を執り、特に建築防災工学・地震工学において、同大学建築学科と京都大学防災研究所・東京大学地震研究所との研究連携（建設工学：構造系建築工学と土木工学の融合）に貢献した。
同大学退官後、同大学法人グループの広島国際大学工学部教授・社会環境科学部長も務めた。
主な著書は、建物と地震災害（共著、学芸出版社1981、学術書）、1995年兵庫県南部地震災害調査速報-日本建築学会編（共著、丸善1995、学術書）など。
主な所属学会は、日本建築学会、土木学会、日本地震学会、地震工学会。

## 主な研究論文
- 竹内吉弘, 佐々木良一, 南宏一, 柴田道生, 大場新太郎, 魚木晴夫, 西村泰志, 岩井哲, 小西孝昭「大阪市内のRC造学校建築の構造特性分布(その1) : 構造」『学術講演梗概集. 構造系』第58号、日本建築学会、1983年、1597-1598頁、NAID 110004166408。 (要購読契約)
- 小堀鐸二, 南井良一郎, 竹内吉弘「2120 地震波パターンの統計的研究(構造,昭和38年度(仙台)大会学術講演要旨集)」『日本建築学会論文報告集』第89巻、1963年、192頁、doi:10.3130/aijsaxx.89.0_192。 - 京都大学防災研究所との共同研究
- 地震動に与える表層地質の影響に関する総合的研究 科学研究費助成事業、研究期間 1990-1992、研究課題/領域番号：02305011 - 東京大学地震研究所との共同研究
- 趙伯明, 堀家正則, 竹内吉弘, 川瀬博「微動と地震動から推定された地盤特性の比較」『地震 第2輯』第50巻第1号、1997年、67-87頁、doi:10.4294/zisin1948.50.1_67。 - 清水建設との共同研究
- 堀家正則, 竹内吉弘, 桑田和宏「地盤のS波速度の揺らぎの統計的性質」第44巻第3号、1991年、doi:10.4294/zisin1948.44.3_267。
- 上林 宏敏, 堀家 正則, 竹内 吉弘「断層震源による不規則境界を有する3次元堆積盆地の地震動特性」『日本建築学会構造系論文報告集』第413巻、1990年、75-86頁、doi:10.3130/aijsx.413.0_75。
- 生駒断層CDP法探査とその結果に基づく二次的表面波の生成と断層活動の予測の研究 科学研究費助成事業、研究期間 1993年、研究課題/領域番号：05680378